# Nurhak
Nurhak (kurdisch Nūrheq) ist eine Stadtgemeinde (Belediye) im gleichnamigen Ilçe (Landkreis) der Provinz Kahramanmaraş in der türkischen Mittelmeerregion und gleichzeitig ein Stadtbezirk der 2012 gebildeten Büyükşehir belediyesi Kahramanmaraş (Großstadtgemeinde/Metropolprovinz). Seit der Gebietsreform 2013 ist die Gemeinde flächen- und einwohnermäßig identisch mit dem Landkreis.
Der Kreis liegt im Osten der Provinz und grenzt im Osten/Südosten extern an die Provinzen Adıyaman und Malatya. Intern hat er im Süden Çağlayancerit, im Westen Ekinözü und im Norden Elbistan zum Nachbarn. Nurhak erhielt 1971 den Status einer Stadtgemeinde (Belediye), dies ist auch am Stadtsiegel erkenntlich.
Mit dem Gesetz Nr. 3644 wurde der Kreis im Mai 1990 durch Abspaltung des gleichnamigen Bucaks aus dem Kreis Elbistan gebildet. Zur ersten Volkszählung nach der Abspaltung (1990) hatte er 7.903 Einwohner in neun Dörfern und 7.087 in der Kreisstadt (VZ 1985: 7.070 / 7.369).

## Verwaltung
(Bis) Ende 2012 bestand der Landkreis neben der Kreisstadt aus den drei Stadtgemeinden (Belediye) Barış, Kullar und Tatlar sowie drei Dörfern (Köy), die während der Verwaltungsreform 2013 in Mahalle (Stadtviertel/Ortsteile) überführt wurden. Die sechs existierenden Mahalle der Kreisstadt blieben erhalten, während die Mahalle der drei anderen Belediye vereint und zu je einem Mahalle reduziert wurden. Durch Herabstufung dieser Belediye und der Dörfer zu Mahalle sank deren Zahl von 16 auf 12. Ihnen steht ein Muhtar als oberster Beamter vor.
Ende 2020 lebten durchschnittlich 827 Menschen in jedem dieser (nun) 15 Mahalle, 1.824 Einw. im bevölkerungsreichsten (Karaçar Mah.).